# محطة قطار المحمدية
محطة قطار المحمدية هي محطة قطار سكة حديد جزائرية تقع ببلدية المحمدية بولاية معسكر. تُعدّ جزءًا من شبكة الخطوط الإقليمية التي تديرها الشركة الوطنية للنقل بالسكك الحديدية في الجزائر.

## وضع السكك الحديدية
تقع المحطة على خط الجزائر - وهران ، تسبقها محطة الصحاورية وتتبعها محطة يعلو . وتعتبر المحطة أيضًا محطة انطلاق الخط من المحمدية إلى مستغانم، حيث تتبعها محطة سيدي عبيد.

## تاريخ
خلال فترة الاستعمار ، كانت المحطة تسمى محطة باريغو.

## خدمة الركاب
محطة المحمدية تخدمها :
- قطارات الخط الرئيسي لخط الجزائر - وهران ؛
- القطارات الإقليمية للاتصالات :
  - وهران - الشلف ؛
  - وهران - غليزان ؛
  - المحمدية - مستغانم .

## الملاحظات والمراجع
- خط من الجزائر إلى وهران
- الخط من المحمدية إلى مستغانم
- خط من وهران إلى قنادسة

### روابط خارجية
- "ش.و.ن.س.ح". الشركة الوطنية للنقل بالسكك الحديدية. مؤرشف من الأصل في 2025-05-05.